# Bikkia longicarpa
Bikkia longicarpa är en måreväxtart som beskrevs av Theodoric Valeton. Bikkia longicarpa ingår i släktet Bikkia och familjen måreväxter. Inga underarter finns listade i Catalogue of Life.